# العلاقات الجنوب إفريقية اللوكسمبورغية
العلاقات الجنوب أفريقية اللوكسمبورغية هي العلاقات الثنائية التي تجمع بين جنوب أفريقيا ولوكسمبورغ.

## مقارنة بين البلدين
هذه مقارنة عامة ومرجعية للدولتين:
| وجه المقارنة                                              | جنوب أفريقيا | لوكسمبورغ                                                     |
| --------------------------------------------------------- | --- | ------------------------------------------------------------- |
| المساحة (كم2)                                             | 1.22 مليون | 2.59 ألف                                                      |
| عدد السكان (نسمة)                                         | 57.73 مليون | 599.45 ألف                                                    |
| الكثافة السكانية (ن./كم²)                                 | 47.32 | 231.45                                                        |
| العاصمة                                                   | بريتوريا، بلومفونتين، كيب تاون | لوكسمبورغ                                                     |
| اللغة الرسمية                                             | لغة إنجليزية، اللغة الأفريقانية، اللغة النديبلي الجنوبية، اللغة السوثو الشمالية، اللغة السوتية، لغة سوازي، اللغة التسونجا، اللغة التسوانية، اللغة الفيندية، اللغة الكوسية، اللغة الزولوية | اللغة اللوكسمبورغية، لغة فرنسية، اللغة الألمانية              |
| العملة                                                    | راند جنوب أفريقي | يورو، فرنك لوكسمبورغ                                          |
| الناتج المحلي الإجمالي (بليون دولار)                      | 349.42 مليار | 62.40 مليار                                                   |
| الناتج المحلي الإجمالي (تعادل القوة الشرائية) بليون دولار | 725.91 مليار | 58.13 مليار                                                   |
| الناتج المحلي الإجمالي الاسمي للفرد دولار أمريكي          | 5.72 ألف | 101.45 ألف                                                    |
| الناتج المحلي الإجمالي للفرد دولار أمريكي                 | 13.05 ألف | 101.93 ألف                                                    |
| مؤشر التنمية البشرية                                      | 0.666 | 0.892                                                         |
| رمز المكالمات الدولي                                      | +27 | +352                                                          |
| رمز الإنترنت                                              | .za | .lu                                                           |
| المنطقة الزمنية                                           | ت ع م+02:00، أفريقيا/جوهانسبرغ ‏ | توقيت وسط أوروبا، ت ع م+01:00، ت ع م+02:00، أوروبا/لوكسمبورج ‏ |

## منظمات دولية مشتركة
يشترك البلدان في عضوية مجموعة من المنظمات الدولية، منها:
| علم المنظمة | اسم المنظمة                        | تاريخ انضمام جنوب أفريقيا | تاريخ انضمام لوكسمبورغ |
| ----------- | ---------------------------------- | ------------------------- | ---------------------- |
|             | مؤسسة التنمية الدولية              | 12 أكتوبر 1960            | 4 يونيو 1964           |
|             | نظام تحكم تكنولوجيا القذائف        | 1995                      | 1990                   |
|             | وكالة ضمان الاستثمار متعدد الأطراف | 10 مارس 1994              | 29 أغسطس 1991          |
|             | يونسكو                             | 4 نوفمبر 1946             | 27 أكتوبر 1947         |
|             | الأمم المتحدة                      | 7 نوفمبر 1945             | 24 أكتوبر 1945         |
|             | الفريق المعني برصد الأرض           | ?                         | ?                      |
|             | الاتحاد البريدي العالمي            | ?                         | ?                      |
|             | البنك الدولي للإنشاء والتعمير      | 27 ديسمبر 1945            | 27 ديسمبر 1945         |
|             | الاتحاد الدولي للاتصالات           | 1910                      | 2 مارس 1866            |
|             | منظمة حظر الأسلحة الكيميائية       | ?                         | ?                      |
|             | مؤسسة التمويل الدولية              | 3 أبريل 1957              | 4 أكتوبر 1956          |
|             | منظمة التجارة العالمية             | 1995                      | ?                      |
|             | مجموعة الموردين النوويين           | ?                         | ?                      |
|             | منظمة الشرطة الجنائية الدولية      | ?                         | ?                      |
|             | البنك الإفريقي للتنمية             | ?                         | ?                      |

## وصلات خارجية
- موقع وزارة الخارجية الجنوب أفريقية
- موقع وزارة الخارجية اللوكسمبورغية